# Tonnant (1789)
HMS Tonnant (z fr: „Grzmiący”) – żaglowy, 80-działowy okręt liniowy Royal Navy z końca XVIII wieku. Wcześniej Tonnant należał do francuskiej Marine nationale i w budowie był okrętem prototypowym typu Tonnant. Kontradmirał Horatio Nelson zdobył go u wybrzeży Egiptu w bitwie pod Abukirem 1 sierpnia 1798 roku. Okręt został wcielony do Royal Navy jako HMS „Tonnant”. Brał udział w bitwie pod Trafalgarem w roku 1805.
„Tonnant” był jednostką flagową wiceadmirała Aleksandra Cochrane’a przez większość jego działań w zatoce Chesapeake podczas wojny 1812 roku ze Stanami Zjednoczonymi. W nocy z 13 na 14 września 1814 roku obecny na pokładzie tego okrętu Francis Scott Key, obserwując bombardowanie Fortu McHenry, napisał wiersz, którego słowa zostały później tekstem hymnu Stanów Zjednoczonych, „Star Spangled Banner”. „Tonnant” został rozebrany w roku 1821.

## W służbie francuskiej

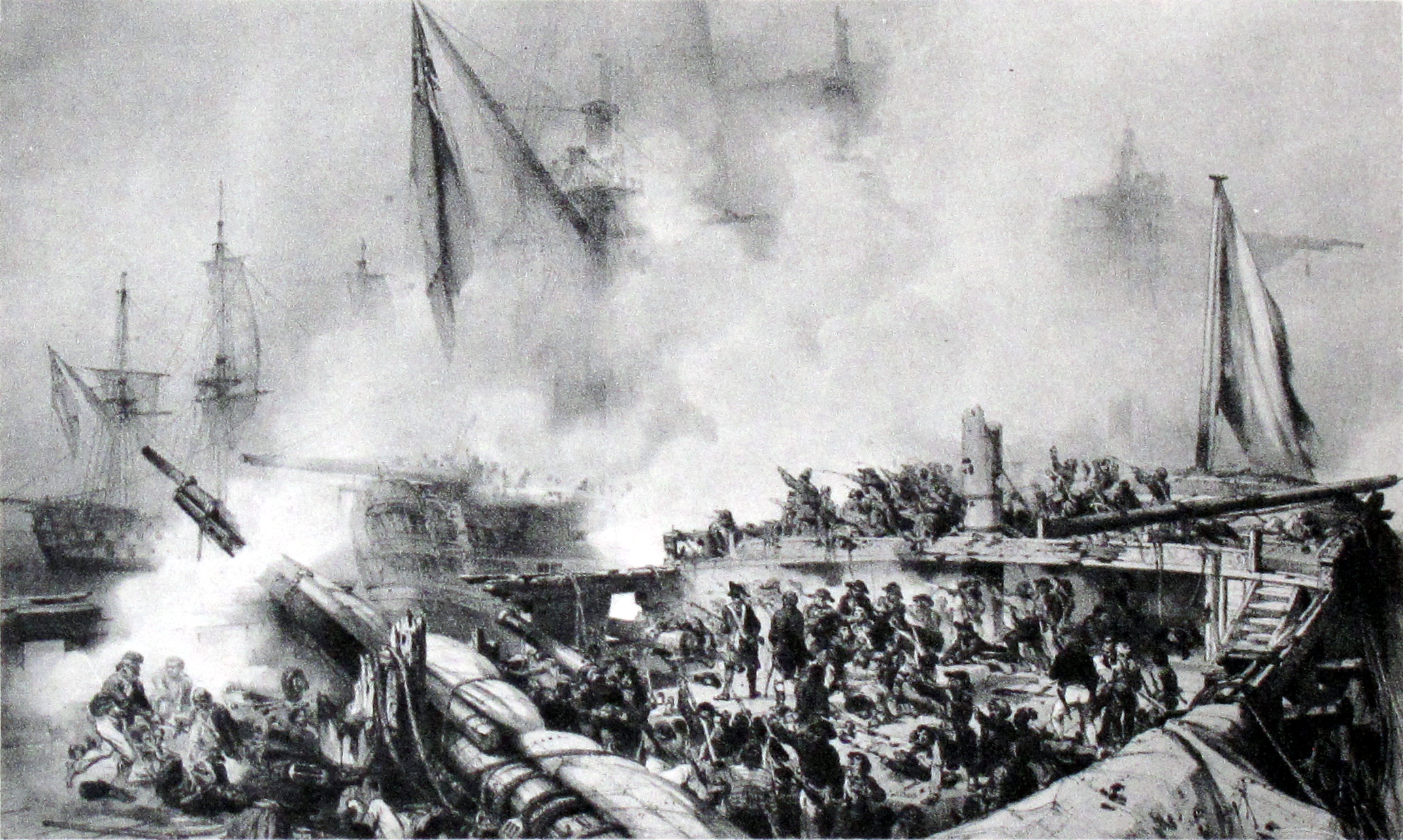
Śmerć komandora Petit-Thouarsa, mal. Auguste Mayer

„Tonnant” uczstniczył w bitwach pod Genuą (14 marca 1795) i Abukirem (1 sierpnia 1798) dowodzony przez Arystydesa Petit Thouarsa. W tej drugiej bitwie poważnie uszkodził HMS „Majestic”, na którym było 50 zabitych i 143 rannych. Wśród zabitych był kapitan „Majestica”, George Blagdon Westcott. Du Petit-Thouars, któremu pocisk artyleryjski urwał obie nogi i rękę, dowodził okrętem aż do śmierci. „Tonnant” był jedynym okrętem francuskim, który – osadzony na mieliźnie – rano jeszcze walczył i dopiero 3 sierpnia zdecydował się opuścić banderę.
Brytyjczycy włączyli 9 grudnia zdobyty okręt do swej floty bez zmiany nazwy. 17 lipca 1799 roku został wprowadzony do bazy w Plymouth, ale jeszcze przed formalnym uznaniem za okręt Royal Navy był jedną z jednostek uczestniczących 24 października 1798 roku w zdobyciu greckiego okrętu „L'Ardito”.
W styczniu 1799 roku HMS „Tonnant” został oddany pod rozkazy komandora Loftusa Blanda, ale już w lutym dowództwo przejął komandor Robert Fitzgerald, z którym pożeglował do Gibraltaru i z powrotem do Anglii. Po przybyciu do Plymouth okręt został odstawiony do rezerwy.

## W służbie brytyjskiej

### Wojny napoleońskie
Od grudnia 1801 do kwietnia 1803 roku „Tonnant” przechodził remont. Wszedł ponownie do służby w marcu tego roku pod dowództwem komandora Edwarda Pellew i uczestniczył w blokadzie hiszpańskiego portu Ferrol.
24 maja, przy czynnym udziale „Tonnanta”, kuter „Resolution” zdobył statki „Esperance” i „Vigilant”, a 2 i 4 czerwca „Tonnant”, „Mars” i „Spartiate” zdobyły holenderskie statki „Coffee Baum” i „Maasulys”. 27 sierpnia „Tonnant”, we współdziałaniu z innymi okrętami, odbił uprowadzony wcześniej East Indiaman „Lord Nelson”. Wchodził też w skład operującej na wysokości hiszpańskiej prowincji A Coruña eskadry kontradmirała Roberta Caldera i uczestniczył 2 września 1803 roku w boju z francuskimi okrętami „Duguay-Trouin” and „Guerrière”. Okręty te przełamały brytyjską blokadę, ale wówczas wykrył je „Tonnant”. Zdołały mu uciec, lecz do akcji włączyły się inne okręty brytyjskie i atakowały je w drodze do portu Coruña.
28 października „Tonnant” wziął udział w zdobyciu „Perseverance”, ale nagroda pryzowa – z powodu zbyt wielu uczestników – była niewysoka. 29 listopada „Ardent” zniszczył „Bayonnoise”; zgodnie z umową „Tonnant” wziął udział w podziale łupów. 18 lutego 1804 roku okrętom eskadry udało się odbić bryg „Eliza”.
Później dowódcą „Tonnanta” został komandor William Jervis. 26 stycznia 1805 roku Jervis, który wrócił właśnie z Rochefort i chciał jak najszybciej dostarczyć dowódcy eskadry zebrane informacje wywiadowcze, utonął przypadkiem gdy przepływał na swoim gigu z „Tonnanta” na okręt flagowy „San Josef”. W marcu miejsce Jervisa zajął komandor Charles Tyler.
Podczas bitwy pod Trafalgarem (21 października 1805 roku) zdobył 74-działowy „Algésiras”. „Tonnant” stracił 26 zabitych i 50 rannych (ranny został też Tyler).
Od stycznia do czerwca 1806 roku „Tonnant” przechodził remont w Portsmouth. Powrócił do służby w maju, pod dowództwem komandora Thomasa Browne’a. Następnie był okrętem flagowym kontradmirała Eliaba Harveya.
Od lipca 1807 roku okrętem dowodził komandor Richard Hancock, a jednocześnie „Tonnant” był jednostką flagową kontradmirała Michaela de Courcy. 8 kwietnia 1809 roku odbił „Ann of Leith” (dowódcą był komandor James Bowen. „Tonnant” był jednym z okrętów, które zagarnęły statki „Goede Hoop” (9 lipca) i „Carl Ludwig” (2 sierpnia).
W listopadzie i grudniu 1809 roku przechodził naprawy w Plymouth. W roku 1810 dowodzenie objął komandor John Gore. 24 marca 1812 roku, wciąż dowodzony przez Gore’a, „Tonnant” zdobył pod Ouessant francuski okręt korsarski „Emilie” uzbrojony w dwanaście dział 10-funtowych (załoga 84 ludzi). Korsarz wyszedł dziewięć dni wcześniej z Saint-Malo i zdołał zagarnąć hiszpański statek handlowy, który teraz został odbity. Następnie (18 kwietnia) „Tonnant” zagarnął statek „Martha”, po czym (12 maja) współdziałał z „Abercrombie” w zagarnięciu statku „Betsy”. Między sierpniem a grudniem 1812 roku „Tonnant” ponownie przechodził remont, tym razem w Chatham.

### Wojna roku 1812
„Tonnant” wszedł do wojny brytyjsko-amerykańskiej późno. W pierwszym kwartale roku 1814 przechodził remont, po czym trafił pod dowództwo komandora Aleksandra Skene'a. W październiku okręt, pod dowództwem komandora Charlesa Kerra, był jednostką flagową wiceadmirała Cochrane’a, który działał w zatoce Chesapeake. Z jej pokładu admirał kierował atakami na Waszyngton i Baltimore.
5 września na pokładzie „Tonnanta” Amerykanie – pułkownik John Stuart Skinner i Francis Scott Key – spożywali posiłek z wiceadmirałem Cochranem, kontradmirałem George’em Cockburnem i generałem majorem Robertem Rossem, negocjując zwolnienie jeńca, dr. Williama Beanesa. Po zakończeniu rokowań Skinner, Key i Beanes chcieli wrócić na swój slup, ale Brytyjczycy nie pozwolili im na powrót do Baltimore, ponieważ znali rozmieszczenie i wielkość sił nieprzyjaciela i, co ważniejsze, znali plan ataku na miasto. W rezultacie Key był świadkiem bombardowania fortu McHenry, co zainspirowało go do napisania wiersza Defence of Fort M'Henry, dziś znanego jako hymn Stanów Zjednoczonych, Star Spangled Banner. Podczas bombardowania widział jak z „Erebusa” wydobywał się „rockets red glare” (czerwony rozbłysk rakiet), zaś wystrzeliwane przez „Meteora” „bombs bursting in air” (pociski rozrywały się w powietrzu), co znalazło się w wierszu.
Po śmierci generała Rossa pod Baltimore jego ciało przewieziono na pokład „Tonnanta” i zakonserwowano w 129-galonowej (586 l) beczce rumu z Jamajki. Gdy okręt skierowano do Nowego Orleanu ciało Rossa przeniesiono na „Royal Oak”, który dostarczył je do Halifaksu, gdzie zostało pochowane na miejscowym cmentarzu.
„Tonnant” był nadal okrętem flagowym Cochrane’a, gdy ten dowodził flotą brytyjską w bitwie pod Nowym Orleanem. Bezpośrednio przed bitwą łodzie z „Tonnanta” uczestniczyły w zwycięskiej potyczce na zatoce (nazywanej także jeziorem) Borgne. W starciu tym Brytyjczycy zniszczyli lub zdobyli większość jednostek amerykańskich; zagarnęli slup USS „Alligator” i pięć kanonierek. Straty brytyjskie to 17 zabitych i 77 rannych; z załogi „Tonnanta” zginęło 4, a rany odniosło 14 ludzi. Dopiero w roku 1821 uczestnicy potyczki otrzymali pieniądze uzyskane ze sprzedaży amerykańskich jednostek i bel bawełny.
„Tonnant” pozostawał w okolicach Nowego Orleanu do stycznia 1815 roku. 18 lutego opuścił kotwicowisko w zatoce pod Mobile i 24 lutego przybył do Hawany.

## Ostatnie lata
„Tonnant” wrócił do Anglii w maju 1815 roku. Następnie służył jako okręt flagowy admirała Keitha, gdy przewożono Napoleona na wyspę Świętej Heleny, jednak sam nie wchodził w skład flotylli wykonującej to zadanie.
W listopadzie 1815 roku dowodzenie okrętu objął komandor John Tailour. W latach 1816–1817 był okrętem flagowym kontradmirała Benjamina Hallowella w Cork.
W listopadzie 1818 roku „Tonnant” został odstawiony do rezerwy, a rozebrany w Plymouth w marcu 1821.